# 史堤芬·尼蘭特
史堤芬·尼蘭特（Stefan Nijland，1988年08月10日—），荷蘭足球運動員，司職前鋒，效力荷蘭球會茲沃勒，他的父親是格羅寧根的董事總經理，故他在格羅寧根開始他的職業生涯。

## 連結
- （荷兰文） Profile at Voetbal International （页面存档备份，存于）